# Matt Houston
Matt Houston è una serie televisiva statunitense in 67 episodi trasmessi per la prima volta nel corso di tre stagioni dal 1982 al 1985.

## Trama
Matlock "Matt" Houston è un ricco petroliere del Texas che lavora come investigatore privato a Los Angeles nel suo abbondante tempo libero. Usufruisce di lussuose automobili (tra cui una Mercedes 380SL) ed elicotteri personali. C.J. Parsons è la sua collega avvocato e Murray Chase è il suo manager continuamente frustrato. Durante la terza e ultima stagione (1984-1985) Buddy Ebsen si unisce al cast nel ruolo dello zio di Matt, Roy Houston. Lo aiutano anche i tenenti di polizia Vince Novelli, di origine italiana, e Michael Hoyt.
Nella maggior parte degli episodi uno degli amici o dei conoscenti di Matt viene assassinato o coinvolto in qualche impresa criminale e si richiede la sua assistenza. CJ ha accesso a un computer Apple III,  denominato "Baby", che contiene una enorme banca dati su praticamente tutte le persone, viventi e decedute, e che le permette di fornire a Matt tutte le informazioni necessarie.

## Personaggi

### Personaggi principali
- Matt Houston (67 episodi, 1982-1985), interpretato da	Lee Horsley.
- C.J. Parsons (67 episodi, 1982-1985), interpretata da	Pamela Hensley.
- tenente Michael Hoyt (44 episodi, 1983-1985), interpretato da	Lincoln Kilpatrick.
- Segretaria (26 episodi, 1982-1984), interpretato da	Cis Rundle.
- tenente Vince Novelli (24 episodi, 1982-1984), interpretato da	John Aprea.
- Mama Rosa Novelli (23 episodi, 1982-1983), interpretata da	Penny Santon.
- Roy Houston (22 episodi, 1984-1985), interpretato da	Buddy Ebsen, zio di Matt, aiuta il nipote nelle indagini.
- Murray Chase (19 episodi, 1982-1985), interpretato da	George Wyner.

### Personaggi secondari
- Segretaria (12 episodi, 1982-1983), interpretata da	Maureen O'Connor.
- Bo (11 episodi, 1982-1983), interpretato da	Dennis Fimple.
- Lamar Pettybone (10 episodi, 1982-1983), interpretato da	Paul Brinegar.
- Too Mean Malone (7 episodi, 1982-1984), interpretato da	Rockne Tarkington.
- Segretaria (6 episodi, 1982-1983), interpretato da	Paula Jones.
- Alex (6 episodi, 1982), interpretato da	Alex Donnelley.
- detective Marlowe (5 episodi, 1983-1985), interpretato da	Mark Schneider.
- Debra (4 episodi, 1982-1984), interpretata da	Jenny Sherman.
- Coy (4 episodi, 1983-1984), interpretato da	Russ McCubbin.
- Tony (4 episodi, 1983-1984), interpretato da	R.J. Williams.
- Elgin Cody (3 episodi, 1982-1984), interpretato da	Lloyd Bochner.
- Dexter (3 episodi, 1982-1984), interpretato da	Herb Edelman.
- Bill Houston (3 episodi, 1983-1984), interpretato da	David Wayne.
- Myron Chase (3 episodi, 1983), interpretato da	John Moschitta Jr..
- Harley Kelton (3 episodi, 1983-1985), interpretato da	Norman Alden.
- Jake (3 episodi, 1983-1984), interpretato da	Bruce M. Fischer.
- Archie O'Brien (3 episodi, 1982-1984), interpretato da	Ramon Bieri.
- Will Houston (3 episodi, 1984-1985), interpretato da	Michael Goodwin.
- Julie (3 episodi, 1982-1984), interpretata da	Christie Claridge.
- Marta (3 episodi, 1982-1984), interpretata da	Carmen Zapata.
- Fran (3 episodi, 1983-1984), interpretato da	Dona Speir.

## Produzione
La serie fu prodotta da Aaron Spelling Productions, Largo Productions e Matt Houston Company e girata a West Hollywood in California.

### Registi
Tra i registi della serie sono accreditati:
- Don Chaffey (12 episodi, 1982-1984)
- Kim Manners (10 episodi, 1983-1985)
- Cliff Bole (9 episodi, 1983-1985)
- Charlie Picerni (9 episodi, 1983-1985)
- James L. Conway (8 episodi, 1983-1985)
- Michael Vejar (4 episodi, 1983-1985)
- Barbara Peeters (3 episodi, 1982-1983)
- Richard Lang (3 episodi, 1982)
- Corey Allen (2 episodi, 1982-1983)
- William Crain (2 episodi, 1984-1985)

## Distribuzione
La serie fu trasmessa negli Stati Uniti dal 1982 al 1985 sulla rete televisiva ABC. 
In Italia è stata trasmessa per la prima volta su Italia 1.
Alcune delle uscite internazionali sono state:
- negli Stati Uniti il 26 settembre 1982 (Matt Houston)
- nel Regno Unito il 28 febbraio 1983 (Matt Houston)
- in Francia il 14 aprile 1985
- in Italia il 13 febbraio 1984 (Matt Houston)
- in Germania Ovest (Matt Houston)

## Episodi
| Stagione         | Episodi | Prima TV USA | Prima TV Italia |
| ---------------- | ------- | ------------ | --------------- |
| Prima stagione   | 23      | 1982-1983    |                 |
| Seconda stagione | 22      | 1983-1984    |                 |
| Terza stagione   | 22      | 1984-1985    |                 |